# Castello della Boffalora
Il castello della Boffalora è un fortilizio situato nel comune italiano di Agazzano, in provincia di Piacenza.
Il castello è situato sulle ultime pendici collinari dell'Appennino ligure, tra la val Tidone e la val Luretta, in posizione dominante rispetto alla strada che collega Pianello Val Tidone a Agazzano. Pur se posto ad un'altezza relativamente bassa, 292 m s.l.m., la sua posizione permette una vista spazia su una buona parte della pianura sottostante.

## Storia
In epoca tardo medievale, la storia del castello, citato in alcuni documenti come Flatus aurae, fu legata a quella del consorzio gentilizio dei signori Da Fontana. Originariamente di proprietà della famiglia Arcelli, ai quali fu concesso nel 1412 al momento della concessione da parte del duca di Milano Filippo Maria Visconti dell'investitura su diversi feudi nella vicina val Tidone, nel 1477 il castello, insieme al relativo feudo, entrarono a far parte dei beni della famiglia Rustici.
Nel 1555 il castello fu teatro di un fatto di sangue quando, durante una tentata rapina, il proprietario Girardo Rustici venne assassinato. Rimasto, nonostante il delitto, tra i beni dei Rustici, nel 1633 il possesso del castello passò alla famiglia Barattieri, tramite il matrimonio di Marta Rustici con un membro della casata. Nel 1671, a seguito della scomparsa del conte Guido Barattieri, il castello rimase alla vedova Elisabetta Zanardi Landi, mentre il feudo venne assegnato dalla Camera Ducale Farnesiana alla coppia di fratelli formata da Felice e Pier Francesco Bonvini, nell'ambito di un piano attuato dai Bonvini che prevedeva di reinvestire i proventi ottenuti tramite il commercio di spezie e tessuti nell'acquisto di terre e proprietà.
Nel 1699, a seguito dell'estinzione della famiglia Bonvini, il castello entrò nelle proprietà della Camera Ducale farnesiana, la quale, a distanza di un anno, lo concesse al marchese Francesco Casati. Nel 1704 il figlio di Francesco, Bartolomeo, fu oggetto di pesanti accuse, tra cui il conio di monete realizzate con una lega metallica di scadente qualità, il ricorso al lavoro forzato da parte di contadini della zona per il restauro del castello e l'utilizzo, per l'arredamento del castello, di mobili di proprietà ducale svenduti abusando della carica di maggiordomo al servizio del duca Francesco Farnese e, in seguito, ricomprati a prezzi vantaggiosi. Per queste ragioni, al Casati furono confiscati diversi beni tra cui il castello, mentre egli fu obbligato a risarcire all'erario ducale la somma di 12 000 doppie.
Acquistato, insieme ad altri feudi, dal conte Federico Dal Verme nel 1716, il maniero fu oggetto di lavori di restauro. Nel 1726 il Dal Verme cedette per 60 000 lire piacentine tutte le proprietà acquistate dieci anni prima al conte Gaetano Baldini il quale fece continuare i lavori iniziati dai suoi predecessori. Nel 1773 la duchessa consorte Maria Amalia d'Asburgo-Lorena venne ospitata nel forte; a commemorazione dell'evento venne realizzata una lapide marmorea posta al disopra dell'ingresso.
Estintosi il ramo familiare dei Baldini nel 1788, il castello ritornò alla Camera Ducale la quale, nel 1802, lo concesse a Carlo e Alemanno Tredicini. Dieci anni più tardi il fortilizio venne acquistato da Genesio Scarani. La proprietà Scarani durò fino al 1821 quando ad essa subentrò la famiglia Radini Tedeschi. Cinque anni più tardi sorse una disputa con la famiglia Tredicini, la quale sosteneva di aver ceduto le proprietà, ma non il titolo feduale: la sentenza che dipanò la questione previde che il titolo rimanesse alla famiglia Tredicini per passare poi, alla scomparsa dell'ultimo erede, alla famiglia Radini Tedeschi. Nel 1950 l'edificio venne ceduto alla famiglia Anguissola-Scotti. Negli ultimi anni del XX secolo il castello è pervenuto, per tramite di un'eredità, alla famiglia Brichetto Orsi.
Oggetto di alcuni crolli nei primi anni del XXI secolo, il castello si trova in precarie condizioni di conservazione.

## Struttura
Il castello presenta una struttura a pianta rettangolare dotata di cinque torri realizzate in pietra e laterizio sulla cui sommità si trova un apparato a sporgere realizzato in mattoni il quale si sorregge su mensole dotate di beccatelli e merli. Quattro delle cinque torri sono poste agli angoli della struttura e sono caratterizzate da notevoli differenze tra loro in termini di forma e dimensioni. La quinta torre, il mastio, situato in posizione dominante rispetto all'ingresso posto sulla facciata nord-occidentale del castello si caratterizza per la presenza dell'altana. Delle torri angolari, 3 su 4 sono dotate di sporti, mentre la torre meridionale presenta i segni dell'originaria presenza di finestre ad arco, in seguito murate. La torre orientale, invece, presenta una forma marcatamente più slanciata delle altre.
Il castello è realizzato in gran parte in ciottoli, con l'esclusione degli sporti delle torri, realizzati in mattoni, e presenta un'altezza d'inclinazione tardo-medievale. Vista decadere la propria funzione militare a partire dal XVII secolo, il castello subì dei rifacimenti finalizzati alla trasformazione in dimora residenziale che inclusero la costruzione di uno scalone per permettere l'accesso al piano nobile, l'edificazione di un portico al pian terreno e di un loggiato al primo piano, entrambi caratterizzati da 3 fonici. All'interno sono presenti saloni con soffitto a cassettoni, mentre la volta della scalinata principale è affrescata a motivi policromi.

### Oratorio
All'esterno del castello sono presenti alcune costruzioni rurali e un piccolo oratorio dedicato a San Giuseppe, di struttura particolare. L'edificio, più volte rimaneggiato, fu fatto costruire nel 1726 da parte di Gaetano Maria Baldini sul luogo di una costruzione preesistente. L'oratorio che originariamente conteneva al suo interno delle reliquie di San Felice Martire, presenta una struttura a tre navate, delle quali la centrale è sovrastata da una cupola di forma ovale. La caratteristica peculiare dell'edificio è la presenza nell'abside di due altari posti su livelli differenti, di cui quello posteriore è rialzato e visibile dalla navata attraverso un'arcata, elemento non comune nel territorio piacentino.